# 長門市俵山多目的交流広場
長門市俵山多目的交流広場（ながとしたわらやまたもくてきこうりゅうひろば）は山口県長門市にある球技場を中心とした多目的広場。長門市が整備・所有し、俵山地区の地域団体であるNPO法人・ゆうゆうグリーン俵山が指定管理者として管理している。
命名権名称により、2021年から「ヤマネスタジアム俵山」（ヤマネスタジアムたわらやま）の愛称が用いられている。命名権名称導入前の通称は「俵山スパスタジアム」。

## 概要
スポーツ等を通じた市民の健康づくり、コミュニティづくりを推進するとともに、各種イベントの誘致により広く他地域との交流を促進することを目的として、俵山温泉南の丘陵地に1997年に開場した。
開場以降2度の大規模改修を行っている。1回目は2011年に開催される第66回国民体育大会（おいでませ!山口国体）でラグビー（少年男子）の会場として使用するために、天然芝グラウンドの「スポーツ交流広場」と人工芝グラウンドの「ふれあい交流広場」、及び500席の常設観客席を整備したもので、2010年4月に完成した。
2回目の大規模改修はラグビーワールドカップ2019及び2020年東京オリンピックのキャンプ地としての使用を念頭に置いたもので、木造（一部RC造）2階建てのクラブハウス、屋根付観客席860席、夜間照明200Lxを新設したほか、ラグビーのゴールポストの改修を実施し、2018年8月に完成した。改修完了後はジャパンラグビートップチャレンジリーグ公式戦（マツダブルーズーマーズのホームゲーム）が開催されたほか、ラグビーW杯ではカナダ代表のベースキャンプ地として、東京オリンピックでは7人制ラグビーブラジル代表（女子）の事前キャンプ地として使用された。

## 命名権
長門市が2021年に命名権を募集したところ、市内に本社を置く鉄骨加工業で女子7人制ラグビーチーム「ながとブルーエンジェルス」のスポンサー企業であるヤマネ鉄工建設が優先交渉権を獲得し、「ヤマネスタジアム俵山」の愛称を用いることとなった。契約期間は2021年3月2日から3年間で、契約料は年額1000万円。

## アクセス
- JR山陰本線 長門市駅からバスで約35分またはJR美祢線 長門湯本駅からバスで約19分、「俵山病院前」下車、徒歩約10分
- 中国自動車道 美祢ICから車で約40分